# Arthur Davidson (homme politique)
Arthur Davidson, (7 novembre 1928 - 16 janvier 2018) est un homme politique du parti travailliste britannique.

## Jeunesse
Davidson fait ses études au Liverpool College, à l'école King George V, à Southport et au Trinity College, à Cambridge, où il est membre de l'équipe d'athlétisme universitaire et est capitaine de l'équipe universitaire. Il sert dans la marine marchande et devient avocat, admis au barreau par Middle Temple en 1953 et nommé conseiller de la reine en 1978.

## Carrière politique
Davidson se présente à Blackpool South en 1955 et Preston North en 1959. Il est député d'Accrington de 1966 à 1983, date à laquelle le siège est aboli par des changements de frontières. Il se présente pour le nouveau siège de Hyndburn, mais perd par seulement 21 voix contre le conservateur Ken Hargreaves.
Il est ministre au ministère auprès du Procureur général entre 1974 et 1979, sous Harold Wilson et James Callaghan. De novembre 1982 à juin 1983, il est procureur général fantôme.

## Hors parlement
Il est un expert en droit du sport et des médias et travaille pour des sportifs tels que Robbie Fowler, Frank Bruno, Jimmy Hill et Kenny Dalglish. Il est directeur juridique de Associated Newspapers de 1985 à 1991 et directeur juridique de Mirror Group Newspapers de 1991 à 1993, et travaille chez Express Newspapers. Il termine sa carrière comme avocat du magazine Time Out à Londres.
Il aime le jazz et est un supporter passionné du Liverpool Football Club. Davidson est décédé en janvier 2018, à l'âge de 89 ans.